# Jerzy Leszek Stanecki
Jerzy Leszek Stanecki (ur. 13 maja 1944 w Lübz) – profesor zwyczajny, artysta. Specjalizuje się w rysunku, grafice, malarstwie i rzeźbiarstwie.

## Życiorys
Od 1958 roku uczył się w Technikum Geodezyjnym w Łodzi i do 1964 pracował w geodezji wykonując pomiary na terenie Polski. Od 1964 do 1966 roku uczył się w Studium Kulturalno-Oświatowym w Łodzi. W latach 1966–1972 studiował na Akademii Sztuk Pięknych w Łodzi. W 1971 roku był zatrudniony jako asystent Leszka Rózgi w Pracowni Technik Metalowych.
W 1995 roku objął kierownictwo Pracowni Podstaw Grafiki Warsztatowej ASP. Tytuł profesora zwyczajnego otrzymał w roku 2002. Również od 2002 roku był kierownikiem Wyższego Studium Grafiki Artystycznej i Studiów Uzupełniających. W 2005 roku został powołany przez Ministra Edukacji Narodowej i Sportu na stanowisko eksperta do opracowania standardu nauczania dla kierunku „grafika”. Od 2006 roku przewodniczący sekcji plastycznej Akredytacyjnej Komisji Uczelni Artystycznych. W latach 2008–2012 był kierownikiem Katedry Grafiki Warsztatowej ASP.
Jest laureatem ok. 30 nagród w polskich i międzynarodowych konkursach plastycznych. Otrzymał trzy stypendia twórcze od Ministra Kultury i Nauki. Zdobył również siedem nagród rektorskich. W roku 2014 otrzymał Srebrny Medal „Zasłużony Kulturze Gloria Artis”. Jego prace były prezentowane m.in. na wystawach zbiorowych w USA, Finlandii, Bułgarii, Francji, ZSRR, Niemczech, Hiszpanii, Holandii, Japonii, Włoszech, Chinach, Indiach oraz Korei Południowej.

## Wystawy indywidualne
- 1965 – Wystawa Rysunku, ŁDK, Łódź
- 1968 – Wystawa Grafiki, KMPiK, Łódź
- 1969 – Wystawa Malarstwa, „Galeria 77”, Łódź
- 1971 – Wystawa Malarstwa, „Klub Dziennikarza”, Łódź
- 1972 – Wystawa Grafiki, KMPiK, Łódź
- 1972 – Wystawa Malarstwa, „Galeria77”, Łódź
- 1974 – Wystawa Grafiki, KMPiK, Łódź
- 1990 – Wystawa Grafiki, Galeria PWSSP, Łódź
- 2000 – Wystawa Grafiki i Rysunku, Bałucka Galeria Sztuki, Łódź
- 2006 – Wystawa Grafiki, Europejskie Centrum Kultury „Logos”, Łódź
- 2009 – Wystawa Malarstwa, Galeria 526, Łódź
- 2010 – „Muszle” – Wystawa Grafiki, „Galeria 3-y Ramy”, ASP Wrocław
- 2011 – „Od Drzeworytu Do Druku Cyfrowego” grafika, „Galeria Politechnika”, Łódź
- 2014 – Wystawa Grafiki, „Galeria 144” ASP, Łódź

Źródło.